# 奥林匹亚 (电影)
《奥林匹亚》（英語：Olympia）是1938年由莱尼·里芬斯塔尔拍摄的关于柏林1936年夏季奥林匹克运动会的纪录片。这部影片分为两个部分：“人民的节日”（Fest der Völker）和“美的节日”（Fest der Schönheit）。由国际奥林匹克委员会授权，这是第一部关于奥林匹克运动会的纪录片。许多开创性的高级技术后来成为行业标准。被时代周刊列为百部影片之一。
对于这部电影是否应与其较早拍摄的《意志的胜利》一样归类为纳粹宣传影片，有许多争议。
《奥林匹亚》有德语、法语和英语3种版本，略有不同。
这部影片曾数次获奖，其中包括1938年第6屆威尼斯影展墨索里尼杯最佳外國電影。